# Wit-Russisch kampioenschap dammen
Het Wit-Russisch kampioenschap dammen was van 1954 t/m 1991 het damkampioenschap van de Wit-Russische Socialistische Sovjetrepubliek en na het uiteenvallen van de Sovjet-Unie in de loop van 1991 van Wit-Rusland en wordt georganiseerd door de Wit-Russische dambond. 
Recordkampioen is Maks Sjavel met 11 titels voor Anatoli Gantvarg (10), Jevgeni Vatoetin (7), Alexander Baljakin (6) en Andrej Toltsjikov (4). 

## Nummers 1, 2 en 3
| Jaar | Goud                                    | Zilver                    | Brons                               |
| ---- | --------------------------------------- | ------------------------- | ----------------------------------- |
| 1954 | Maks Sjavel                             |                           |                                     |
| 1955 | Leonid Semjonov                         |                           |                                     |
| 1956 | Maks Sjavel                             |                           |                                     |
| 1957 | Maks Sjavel                             |                           |                                     |
| 1958 | Maks Sjavel                             |                           |                                     |
| 1959 | Maks Sjavel                             |                           |                                     |
| 1960 | Maks Sjavel                             |                           |                                     |
| 1961 | Marat Geller                            |                           |                                     |
| 1962 | Arkadi Toeller                          | Marat Geller              | Arkadi Plaksin                      |
| 1963 | Maks Sjavel Marat Geller                |                           | Arkadi Plaksin                      |
| 1964 | Marat Geller Joeri Fajnberg Maks Sjavel |                           |                                     |
| 1965 | Maks Sjavel                             |                           |                                     |
| 1966 | Arkadi Plaksin                          |                           |                                     |
| 1967 | Anatoli Gantvarg                        |                           |                                     |
| 1968 | Joeri Fajnberg                          |                           |                                     |
| 1969 | Anatoli Gantvarg                        |                           |                                     |
| 1970 | Benjamin Beloritski                     | Maks Sjavel Mark Sjoelman |                                     |
| 1971 | Maks Sjavel                             |                           |                                     |
| 1972 | Maks Sjavel                             |                           |                                     |
| 1973 | Anatoli Gantvarg                        |                           |                                     |
| 1974 | Anatoli Gantvarg                        | Mark Sjoelman             | Michail Kats                        |
| 1975 | Vladimir Zaidel                         |                           |                                     |
| 1976 | Joeri Fajnberg                          |                           |                                     |
| 1977 | Anatoli Gantvarg                        |                           |                                     |
| 1978 | Michail Kats                            |                           |                                     |
| 1979 | Mark Sjoelman                           | Michail Kats              | Arkadi Plaksin                      |
| 1980 | Anatoli Gantvarg                        |                           |                                     |
| 1981 | Michail Kats                            | Mark Sjoelman             | Anatoli Gantvarg                    |
| 1982 | Jevgeni Vatoetin                        | Michail Kats              | Michail Makilner                    |
| 1983 | Anatoli Gantvarg                        |                           |                                     |
| 1984 | Igor Rybakov                            |                           |                                     |
| 1985 | Igor Rybakov                            |                           |                                     |
| 1986 | Aleksandr Presman                       |                           |                                     |
| 1987 | Mark Sjoelman                           |                           |                                     |
| 1988 | Jevgeni Vatoetin                        | Aleksandr Presman         | Alexander Baljakin                  |
| 1989 | Andrej Kalmakov                         | Mark Sjoelman             | Valeri Svizinski                    |
| 1990 | Mark Sjoelman                           |                           |                                     |
| 1991 | Aleksandr Boelatov                      | Jevgeni Vatoetin          | Andrej Kalmakov                     |
| 1992 | Valeri Svizinski                        | Sjargej Nasevitsj         | Pavel Sjatsov                       |
| 1993 | Alexander Baljakin                      | Anatoli Gantvarg          | Jevgeni Vatoetin                    |
| 1994 | Alexander Baljakin                      | Michail Kats              | Anatoli Gantvarg                    |
| 1995 | Alexander Baljakin                      | Aleksandr Boelatov        | Aleksandr Presman                   |
| 1996 | Alexander Baljakin                      | Aleksandr Boelatov        | Jevgeni Vatoetin                    |
| 1997 | Alexander Baljakin                      |                           |                                     |
| 1998 | Alexander Baljakin                      |                           |                                     |
| 1999 | Anatoli Gantvarg                        |                           |                                     |
| 2000 | Anatoli Gantvarg                        |                           |                                     |
| 2001 | Sjargej Nasevitsj                       |                           |                                     |
| 2002 | Sjargej Nasevitsj Anatoli Gantvarg      |                           | Valeri Svizinski                    |
| 2003 | Igor Teresjko                           | Irina Pasjkevitsj         |                                     |
| 2004 | Jevgeni Vatoetin                        | Andrej Valjoek            | Valeri Makrovski                    |
| 2005 | Anatoli Gantvarg                        | Sjargej Nasevitsj         | Valeri Makrovski                    |
| 2006 | Andrej Valjoek                          | Aleksandr Boelatov        | Andrej Toltsjikov                   |
| 2007 | Ihar Michaltsjenka                      | Jevgeni Vatoetin          | Sjargej Nasevitsj                   |
| 2008 | Jevgeni Vatoetin                        | Sjargej Nasevitsj         | Ihar Michaltsjenka                  |
| 2009 | Andrej Toltsjikov                       | Jevgeni Vatoetin          | Sjargej Nasevitsj                   |
| 2010 | Sjargej Nasevitsj                       | Andrej Toltsjikov         | Vitali Voroesjila                   |
| 2011 | Olga Fedorovitsj Andrej Toltsjikov      |                           | Aleksandr Boelatov Jevgeni Vatoetin |
| 2012 | Andrej Toltsjikov                       | Jevgeni Vatoetin          | Aleksandr Boelatov                  |
| 2013 | Andrej Toltsjikov                       | Aleksandr Boelatov        | Sjargej Nasevitsj                   |
| 2014 | Jevgeni Vatoetin                        | Sjargej Nasevitsj         | Aleksandr Boelatov                  |
| 2015 | Sjargej Nasevitsj                       | Aleksandr Boelatov        | Andrej Toltsjikov                   |
| 2016 | Aleksandr Boelatov                      | Sjargej Nasevitsj         | Jevgeni Vatoetin                    |
| 2017 | Sjargej Nasevitsj                       | Aleksej Koenitsa          | Vladislav Valjuk                    |
| 2018 | Jevgeni Vatoetin                        | Vladislav Valjuk          | Aleksandr Boelatov                  |
| 2019 | Jevgeni Vatoetin                        | Aleksandr Boelatov        | Aleksej Koenitsa                    |
| 2020 | Zachar Sjibakov                         | Sjargej Nasevitsj         | Aleksej Koenitsa                    |